# Династія Північна Вей
Північна Вей (кит.: 北魏 Běi Wèi) — сянбійська держава (династія) у північному Китаї у 386–535 роках. Інші назви Тоба Вей, Юань Вей, Пізня Вей. Ця династія керувалася імператорами з роду Тоба, яке у 495 році змінили прізвище на Юань. За часи цієї династії відбулася політична та економічна стабілізація. Водночас значного впливу набули буддизм та даосизм. Внаслідок внутрішніх конфліктів держава у 535 році розпалася на Західну та Східну Вей. Історія описана у «Книзі Вей».

## Історія
Підвалини держави закладені вождями сяньбійського племені тоба (одного з предків монголів), яких було запрошено у 310-х роки імператорами династії Цзінь у боротьбі проти держави Рання Чжао. Тоді ж представники роду Тоба стають ванами (князями) Даї. Надалі внаслідок постійних війн на півночі Китаю тоба або держава дай (як тепер називалася) отримала цілковиту незалежність. Втім їй доводилося протистояти державам Пізня Чжао та Рання Янь. У 376 році Тоба визнали себе данниками держави Рання Цінь.
Новий підйом Тоби розпочався після занепаду Ранньої Цінь у 385 році. У 386 році було оголошено про незалежність ванства Дай, яке згодом перейменовано на Вей. Звідси походить назва усієї династії. У наступні роки Вей довелося воювати проти хунну Ордоса, Жужанського каганату, Пізньої Янь. У 399 році володарі Тоба прийняли титул імператора.
У 400—430-х роках Північна Вей зуміла розширити свої володіння на північний схід Китаю, водночас завдало низку поразок династії Лю Сун. Водночас підкорено державу Ся, розбито жужанів, у 430-440-х роках здійснено заходи щодо встановлення контролю над великим шовковим шляхом, проте повністю досягти цієї мети не вдалося.
У 450—470-ті роки тривали численні війни з каганатами та древніми державами уздовж великого шовкового шляху, тибетцями, південнокитайськими державами, особливо запеклими були війни з Лю Сун. У 495 році завершилася китаїзація управління та знаті, були впроваджені китайські прізвища, заборонено одяг, звичаї кочівників. У 500—515 роках точилися запеклі війни з державами Південна Ці та Лян. Тоді вже позначилися внутрішні та зовнішні труднощі Північної Вей.
У 520-х роках розпочалася тривала боротьба за владу серед представників імператорської родини, яка посилювалася численними повстаннями впливових військовиків. Водночас посилилися повстання кочових племен на територіях сучасного Ордосу та Шаньсі. Зрештою у 535 році держава розпалася на Західну Вей та Східну Вей.

## Внутрішній розвиток
Для зміцнення своєї влади перші імператори спиралися на даосистів, а інші релігійні течії, особливо буддистів забороняли. Лише у 518 році буддизм оголошено державною релігією. Навіть самого імператор оголосили утіленням будди, а будистського чернця призначили головою офіційной «церкви».
Володарі Північної Вей багато уваги приділяли зведеню храмів, відновленню міст, які зазнали руйнування у період шістнадцяти держав, зокрема Лоян та Чан'ань.
Відбулася земельна реформа — уся земля стала власністю держави, підданні могли лише пожиттєво володіти нею. При цьому права на наділи отримали як чоловіки, так й жінки.
Відбувся офіційний розподіл на вільних людей та простолюдинів. До перших належали знать, чиновництво, військовики. Вони поділялися на 9 рангів. До друго групи належали пастуху, ворожьбити, ремісники, лікарі, музики. наймити, кріпакі, державні та приватні раби, могильники. Вони не мали прав займати державні посади.

## Військо

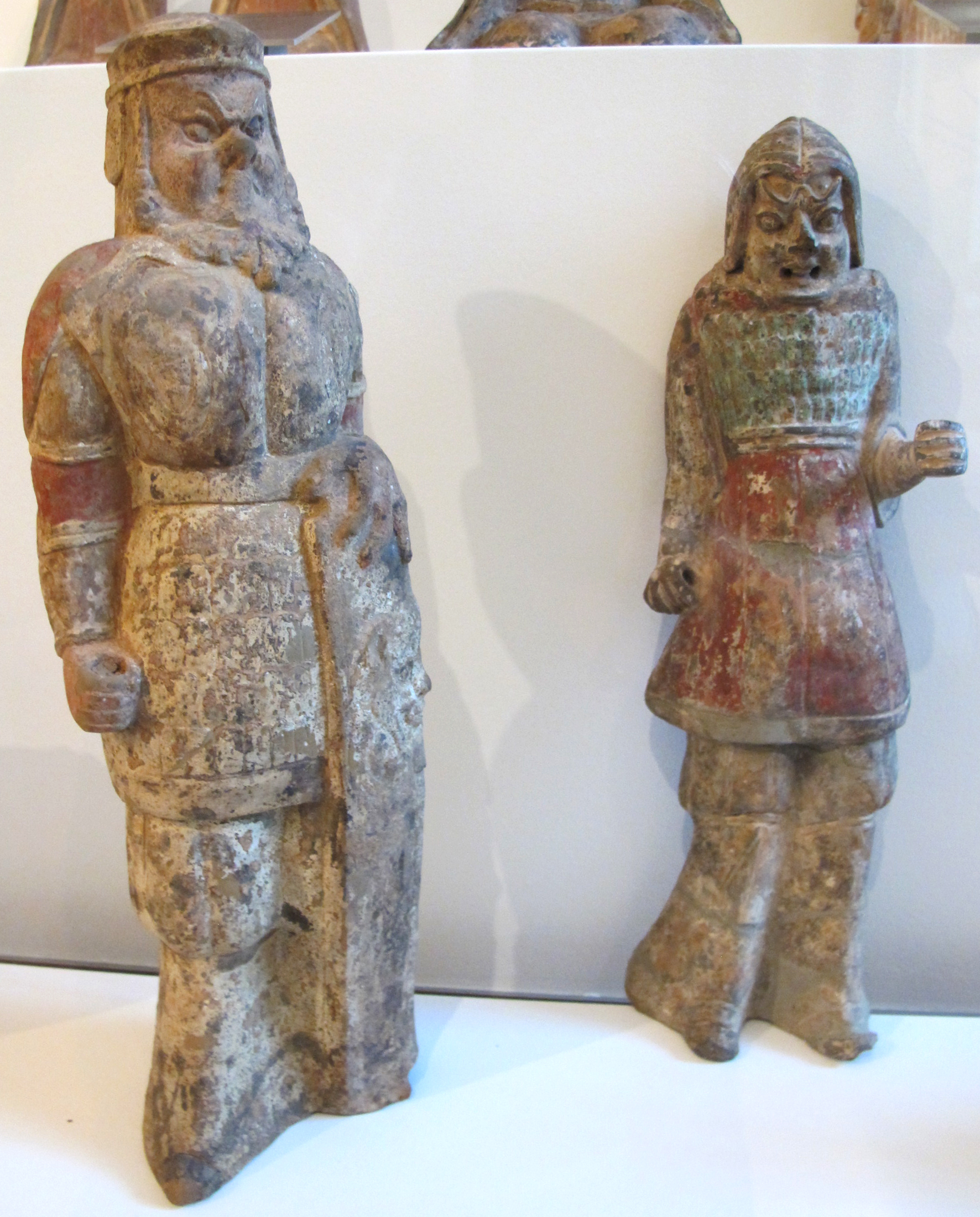
Піхотинці
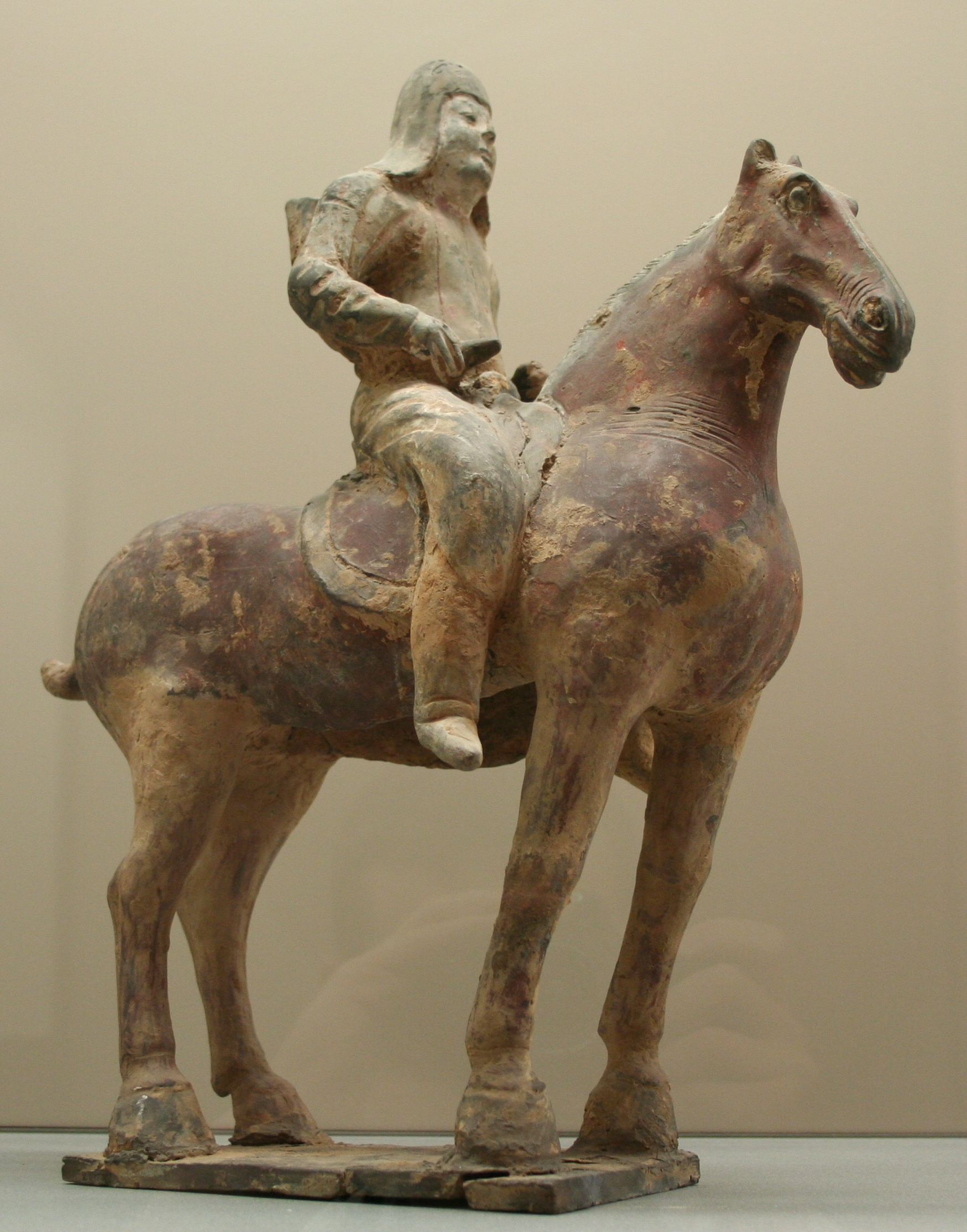
Легка кіннота
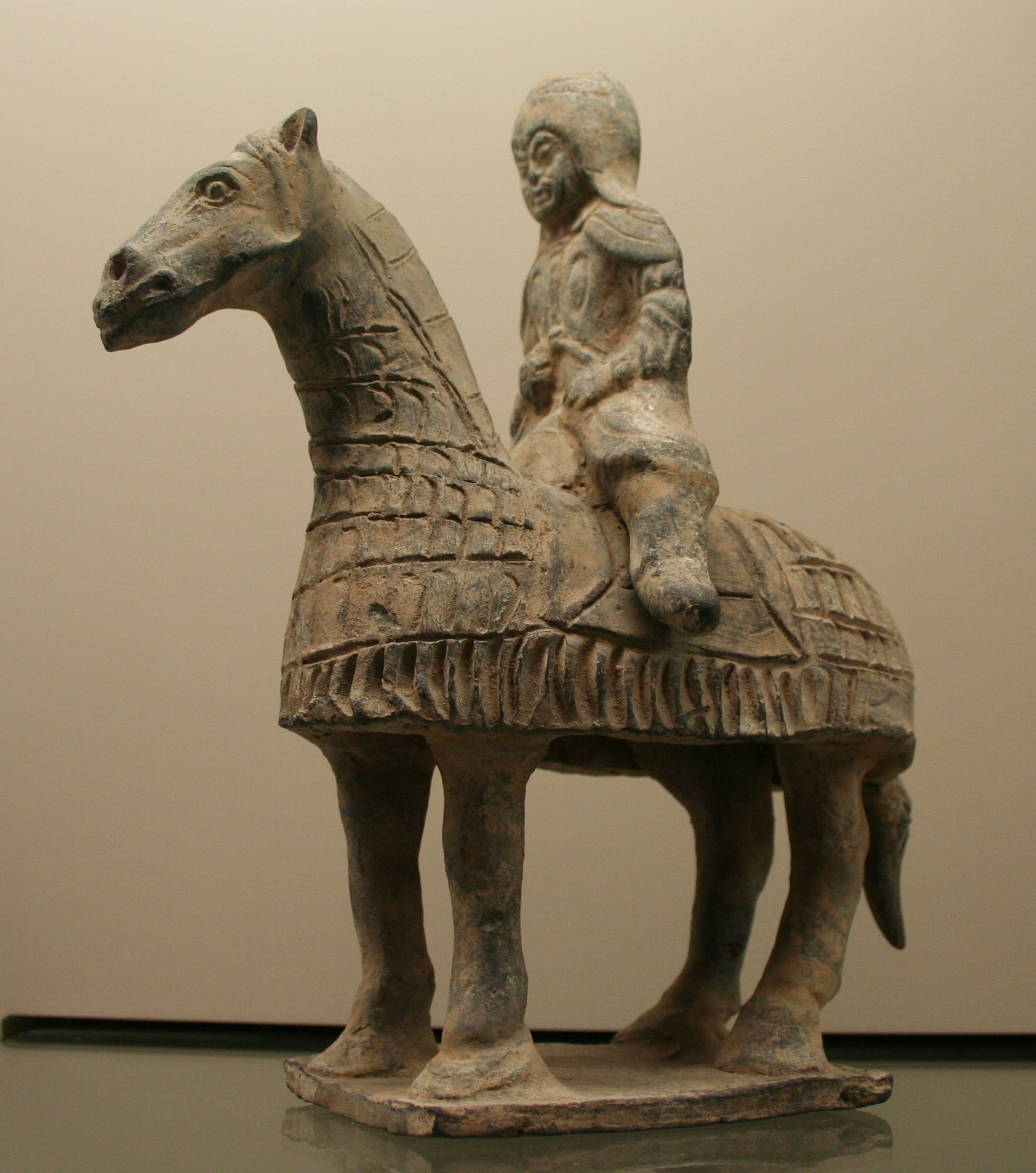
Важка кіннота
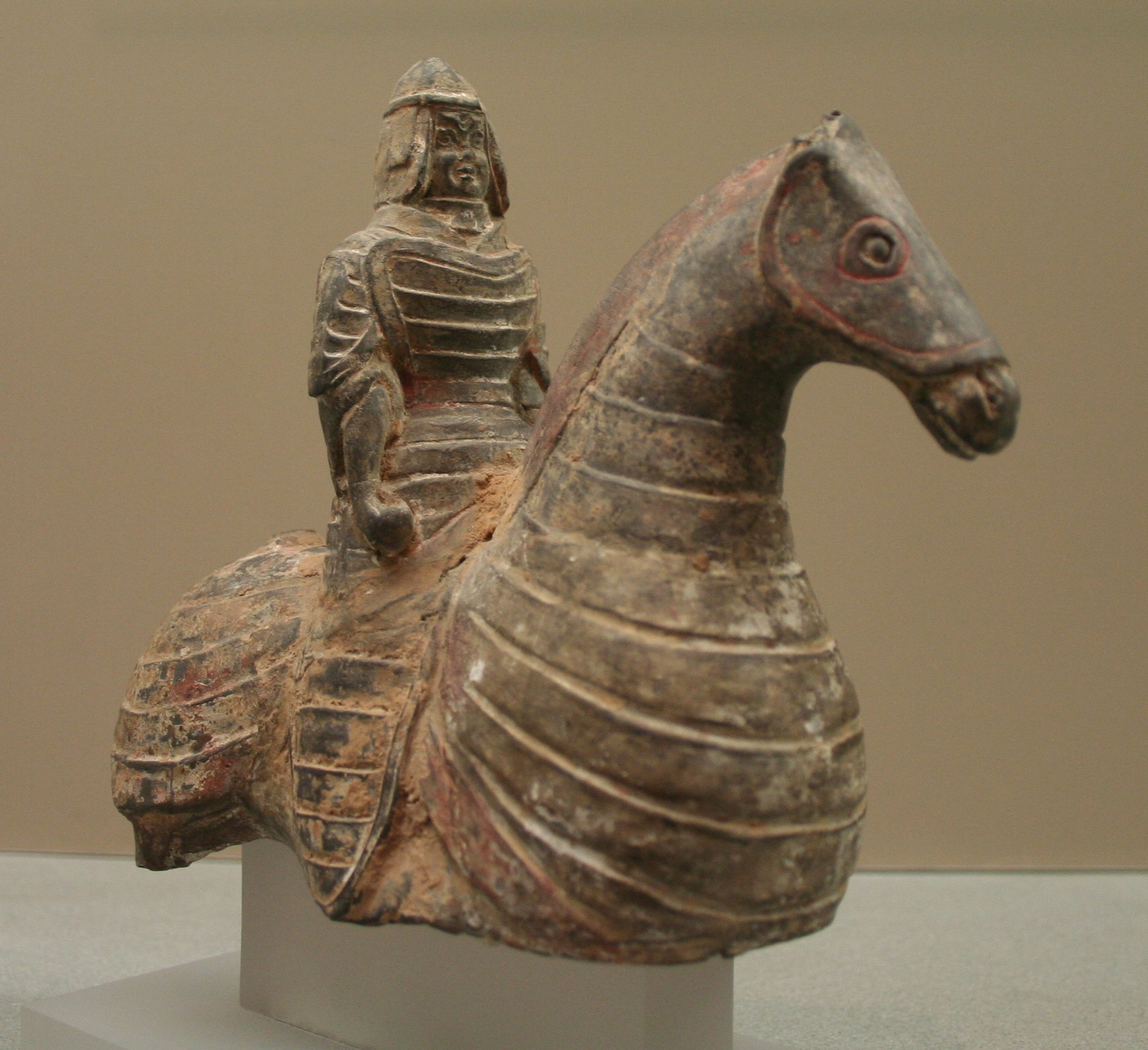
Важка кіннота
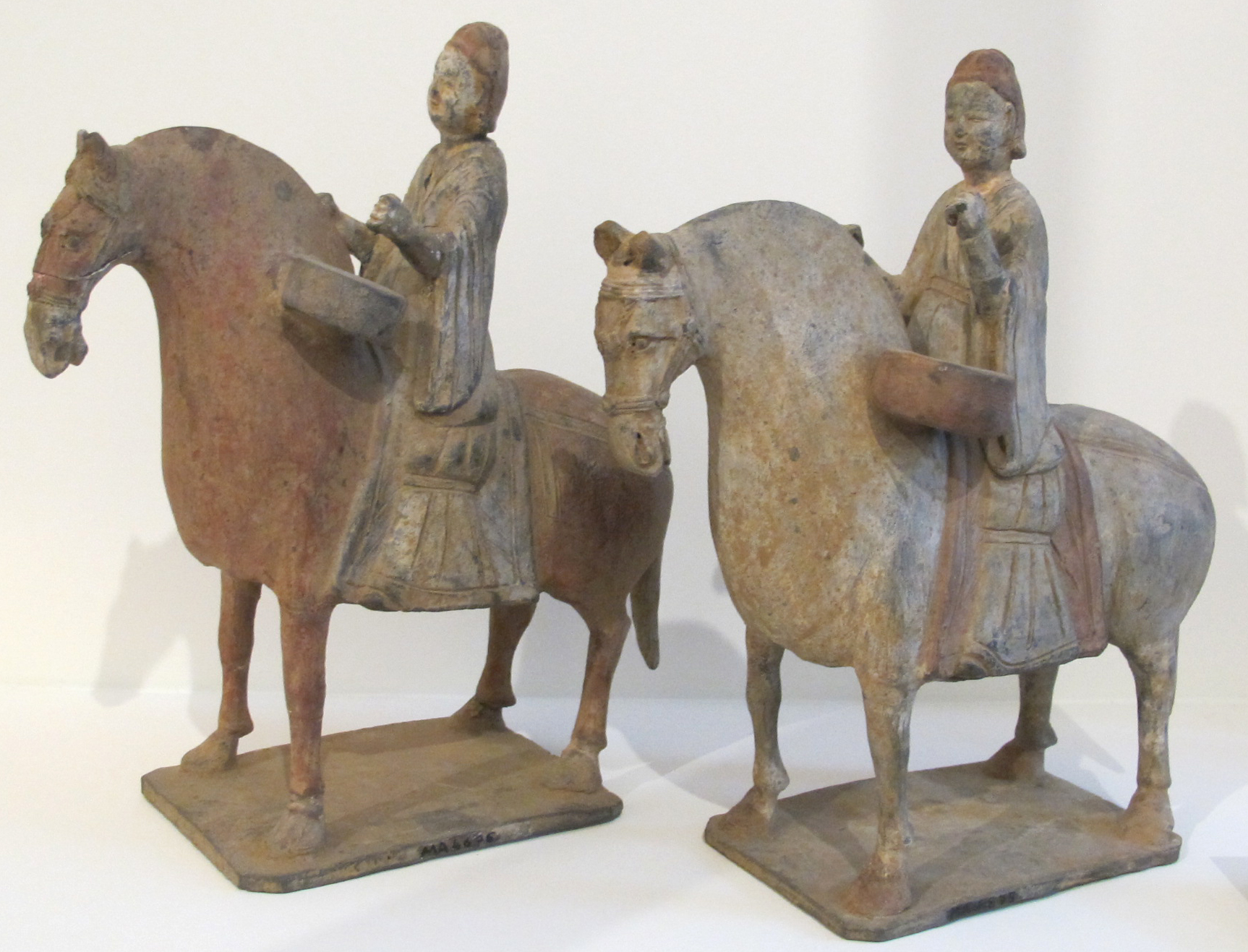
Кінні барабанщики
РеконструкціяРеконструкція

## Імператори
| Посмертне ім'я                     | Особисте ім'я               | Роки правління | Девіз і роки правління |
| ---------------------------------- | --------------------------- | -------------- | --- |
| Дао У-ді 道武帝 Dàowǔdì            | Тоба Гуй 拓拔珪 Tuòbá Gūi   | 386–409        | - Денго (登 国 Dēngguó) 386—396 - Хуанші (皇 始 Huángshǐ) 396—398 - Тяньсін (天 兴 Tiānxīng) 398—404 - Тяньци (天赐 Tiāncì) 404—409                                                                                   |
| Мін-юань-ді 明元帝 Míngyuándì      | Тоба Си 拓拔嗣 Tuòbá Sì     | 409–423        | - Юнсін (永興 Yǒngxīng) 409—413 - Шеньжуй (神瑞 Shénrùi) 414—416 - Тайчан (泰常 Tàicháng) 416—423 |
| Тай У-ді 太武帝 Tàiwǔdì            | Тоба Тао 拓拔燾 Tuòbá Táo   | 424–452        | - Шігуан (始光 Shǐguāng) 424—428 - Шеньцзя (神麚 Shénjiā) 428—431 - Яньхе (延和 Yánhé) 432—434 - Тайянь (太延 Tàiyán) 435—440 - Тайпінчженьцзюнь (太平真君 Tàipíngzhēnjūn) 440—451 - Чженпін (正平 Zhèngpíng) 451—452 |
| Нань Ань-ван 南安王 Nánānwáng      | Тоба Юй 拓拔余 Tuòbá Yú     | 452            | - Юнпін (永平 Yǒngpíng) или Чэнпин (承平 Chéngpíng) 45 |
| Вень-чен-ді 文成帝 Wénchéngdì      | Тоба Цзюнь 拓拔濬 Tuòbá Jùn | 452–465        | - Сін'ань (興安 Xīngān) 452—454 - Сінгуан (興光 Xīngguāng) 454—455 - Тайань (太安 Tàiān) 455—459 - Хепін (和平 Hépíng) 460—465                                                                                        |
| Сянь Вень-ді 獻文帝 Xiànwéndì      | Тоба Хун 拓拔弘 Tuòbá Hóng  | 466–471        | - Тяньань (天安 Tiān'ān) 466—467 - Хуансін (皇興 Huángxīng) 467—471 |
| Сяо Вень-ді 孝文帝 Xiàowéndì       | Юань Хун 元宏 Yuán Hóng     | 471–499        | - Яньсін (延 兴 Yánxīng) 471—476 - Ченмін (承 明 Chéngmíng) 476 - Тайхе (太和 Tàihé) 477—499 |
| Сюань У-ді 宣武帝 Xuānwǔdì         | Юань Ке 元恪 Yuán Kè        | 500–515        | - Цзінмін (景 明 Jǐngmíng) 500—503 - Чженші (正始 Zhèngshǐ) 504—508 - Юнпін (永平 Yǒngpíng) 508—512 - Яньчан (延昌 Yánchāng) 512—515                                                                                  |
| Сяо-мін-ді 孝明帝 Xiàomíngdì       | Юань Сюй 元詡 Yuán Xǔ       | 516–528        | - Сіпін (熙平 Xīpíng) 516—518 - Шеньгуй (神龟 Shéngūi) 518—520 - Чженгуан (正光 Zhèngguāng) 520—525 - Сяочао (孝昌 Xiàochāng) 525—527 - Утай (武 泰 Wǔtài) 528                                                        |
| Ю Чжу 幼主 yòu zhǔ                 | Юань Чжао 元釗 Yuán Zhāo    | 528            | |
| Сяо Чжуан-ді 孝莊帝 Xiàozhuāngdì   | Юань Цзию 元子攸 Yuán Ziyōu | 528–530        | - Цзяньі (建 义 Jiànyì) 528 - Юн'ань (永安 Yǒng'ān) 528—530 |
| Чан Гуан-ван 長廣王 Chángguǎngwáng | Юань Є 元曄 Yuán Yè         | 530–531        | - Цзяньмін (建明 Jiànmíng) 530—531 |
| Цзємін 節閔帝 Jiémǐndì             | Юань Гун 元恭 Yuán Gōng     | 531–532        | - Путай (普泰 Pǔtài) 531—532 |
| Ань Дін-ван 安定王 Āndìngwáng      | Юань Лан 元朗 Yuán Lǎng     | 531–532        | - Чжунсін (中興 Zhōngxīng) 531—532 |
| Сяо У-ді 孝武帝 Xiāowǔdì           | Юань Сю 元脩 Yuán Xiū       | 532–535        | - Тайчан (太 昌 Tàichāng) 532 - Юнсін (永兴 Yǒngxīng) 532 - Юнсі (永熙 Yǒngxī) 532—535 |